# 秋江
株式会社秋江（あきえ）は、日本の神具製造・販売メーカーである。

## 概要
本社は京都市上京区堀川通上立売下ル北舟橋町835。創業は1855年。御守袋製造として業界最大手企業。

## 関連事項
- お守り